# Joan Brossa

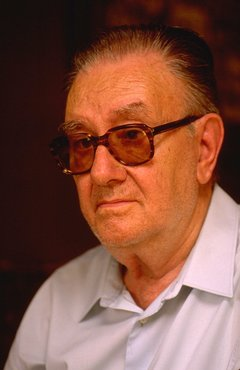
Joan Brossa

Joan Brossa, włas. Joan Brossa i Cuervo [ʒuˈam ˈbɾɔsə i ˈkwervu] (ur. 19 stycznia 1919 w Barcelonie, zm. 30 grudnia 1998 tamże) - pisarz, dramaturg, grafik i rzeźbiarz, najbardziej reprezentatywny katalońskim poeta awangardowy XX wieku. Jak sam powiedział:

Gatunki artystyczne to różne sposoby wyrażania tej samej rzeczywistości. Są jak boki piramidy, które łączą się w najwyższym punkcie.

## Biografia i dzieła
Pisał okazjonalnie podczas hiszpańskiej wojny domowej (1936-1939). Po powrocie do Barcelony poznał J.V.Foixa, Joana Miró i Joana Pratsa. Za ich namową zaczął tworzyć sonety, ody i sestyny (około osiemdziesięciu książek), i sztuki teatralne (zwane przez niego «poezją sceniczną») w nurcie neosurrealistycznym. Wszystkie jego wielkie dzieła zostały napisane w języku katalońskim.
W roku 1941 zrealizował swoje pierwsze wiersze wizualne zgodnie z wytycznymi futuryzmu. Z 1943 roku pochodzi jego pierwszy objet trouvé, z 1951 pierwsze zestawienie przedmiotów, a z 1956 pierwsza instalacja (na wystawie sklepowej). W roku 1947 założył pismo Dau al Set wraz z artystami takimi jak Antoni Tàpies, Modest Cuixart, Joan Ponç, Arnau Puig i Joan Josep Tharrats. 

Od roku 1950, dzięki znajomości z brazylijskim poetą João Cabralem de Melo, Brossa (począwszy od książki Em va fer Joan Brossazaczął zwracać się w stronę poezji zaangażowanej społecznie. W latach sześćdziesiątych artysta podejmował eksperymenty z przedmiotami i poezją wizualną wchodząc na teren, którego nigdy miał już nie opuścić. Jednocześnie rozpoczęła się jego współpraca z artystami pokroju Tàpiesa i Miró, do których stopniowo dołączali plastycy należący do wszystkich generacji. Od pierwszej ekspozycji przekrojowej przygotowanej przez Fundację Joana Miró w Barcelonie (1986), wystawy stały się dla poety codziennością. 

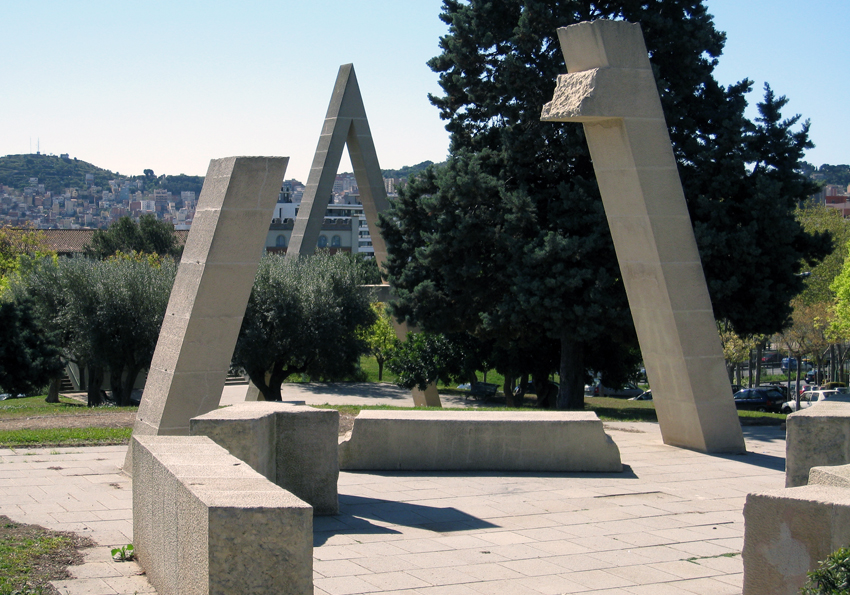
Joan Brossa: Wizualny wiersz przechodni, w trzech czasach (1984) w Barcelonie.

Jedna z nich, zorganizowana przez Muzeum Narodowe Centrum Sztuki Królowej Zofii w Madrycie w 1991 roku przyniosła mu międzynarodową renomę. Ponadto jego dzieła trafiły na ulicę za sprawą tak zwanych wierszy cielesnych jak Wizualny wiersz przechodni, w trzech czasach wzniesiony na welodromie w Barcelonie (1984). Skoncentrowanie się na twórczości plastycznej, nie przerwało jednak jego działalności literackiej.
 
W dziedzinie teatru już od lat czterdziestych powstawały jego akcje-spektakle. Uprawiał także inne gatunki parateatralne jak monologi transformacyjne, balety i koncerty – wśród nich wyróżniają się dzieła tworzone we współpracy z Josepem M. Mestresem Quadrenym i Carlesem Santosem – a także teatr tekstowy, libretta operowe i scenariusze filmowe. 
Na arenie międzynarodowej warto podkreślić jego udział w Biennale w São Paulo w 1993 i w Wenecji w 1997, a także wystawy w Monachium w 1988, w Céret i w Collioure w 1991, w Londynie w 1992 i w Monterrey w 1998. Wielka ekspozycja z 2001 roku w Fundacji Joana Miró w Barcelonie przypieczętowała konsekrację artysty. Między 2005 i 2011 rokiem inna duża wystawa przekrojowa odwiedziła wiele państw: Chile, Brazylię, Argentynę, Portugalię, Hiszpanię, Austrię, Czechy, Szwecję, Francję, Niemiec, Polskę, Meksyk i ponownie Francję. Literackie dzieło Brossa zostało przetłumaczone na ponad piętnaście języków.
W 1988 roku został odznaczony przez UNESCO Medalem Picassa.
W 2012 r. ogromna spuścizna Joana Brossa została umieszczona w depozycie Muzeum Sztuki Współczesnej w Barcelonie.

## Tłumaczenia na język polski
- Przedstawiamy Joana Brossę. (Tłum. Urszula Aszyk). Warszawa, Dialog nr 314/7 (1983).
- Wiersze I. (Tłum. Marcin Kurek)). Warszawa, Literatura na Świecie nr 5 (grudzień 1999).
- Wiersze II. (Tłum. Marcin Kurek). Warszawa, Literatura na Świecie nr 7-8 (lipiec-sierpień 2000).
- 62 wiersze. (Tłum. Marcin Kurek). Kraków: Księgarnia Akademicka, 2006. ISBN 83-7188-819-8.
- Wiersze. (Tłum. Piotr Sobolczyk). Warszawa, Europa - Tygodnik Idei nr 21 (26 maja 2007).